# AGS JH24
O JH24 é o modelo da AGS da temporada de 1989 e 1990 de Fórmula 1. Condutores: Gabriele Tarquini e Yannick Dalmas.

## Resultados[1]
(legenda) 
| Ano  | Chassi | Motor                | Pneus | N° | Pilotos           | 1   | 2   | 3   | 4   | 5   | 6   | 7   | 8   | 9   | 10  | 11  | 12  | 13  | 14  | 15  | 16  | Pontos | Posição  |  |
| ---- | ------ | -------------------- | ----- | -- | ----------------- | --- | --- | --- | --- | --- | --- | --- | --- | --- | --- | --- | --- | --- | --- | --- | --- | ------ | -------- |  |
|      |        |                      |       |    |                   |     |     |     |     |     |     |     |     |     |     |     |     |     |     |     |     |        |          |  |
|      |        |                      |       |    |                   | BRA | SMR | MON | MEX | USA | CAN | FRA | GBR | GER | HUN | BEL | ITA | POR | SPA | JAP | AUS |        |          |  |
| 1989 | JH24   | Ford Cosworth DFRV8  | G     | 40 | Gabriele Tarquini |     |     |     |     |     |     |     | NQ  |     | NPQ | NPQ | NPQ | NPQ | NPQ | NPQ | NPQ | 1      | 15º1     |  |
| 1989 | JH24   | Ford Cosworth DFRV8  | G     | 41 | Yannick Dalmas    |     |     |     |     |     |     |     |     |     |     |     | NPQ | NPQ | NPQ | NPQ | NPQ | 1      | 15º1     |  |
|      |        |                      |       |    |                   |     |     |     |     |     |     |     |     |     |     |     |     |     |     |     |     |        |          |  |
|      |        |                      |       |    |                   | USA | BRA | SMR | MON | CAN | MEX | FRA | GBR | GER | HUN | BEL | ITA | POR | ESP | JAP | AUS |        |          |  |
| 1990 | JH24   | Ford Cosworth DFR V8 | G     | 17 | Gabriele Tarquini | NPQ | NPQ |     |     |     |     |     |     |     |     |     |     |     |     |     |     | 02     | NC (14º) |  |
| 1990 | JH24   | Ford Cosworth DFR V8 | G     | 18 | Yannick Dalmas    | NPQ | Ret |     |     |     |     |     |     |     |     |     |     |     |     |     |     | 02     | NC (14º) |  |

↑1  Utilizou o JH23B do GP do Brasil até Hungria marcando no total 1 ponto.
↑2  Utilizou o JH25 a partir do GP de San Marino. 